# Cẩm tú mai
Cẩm tú mai (danh pháp hai phần: Cuphea hyssopifolia) là loài cây bụi nhỏ thường xanh, bản địa Mexico, Guatemala và Honduras. Cây cẩm tú mai có thể cao đến 60 cm (24 in), tán cây rộng đến 90 cm (35 in), hoa màu tím hoặc màu trắng.

## Hình ảnh

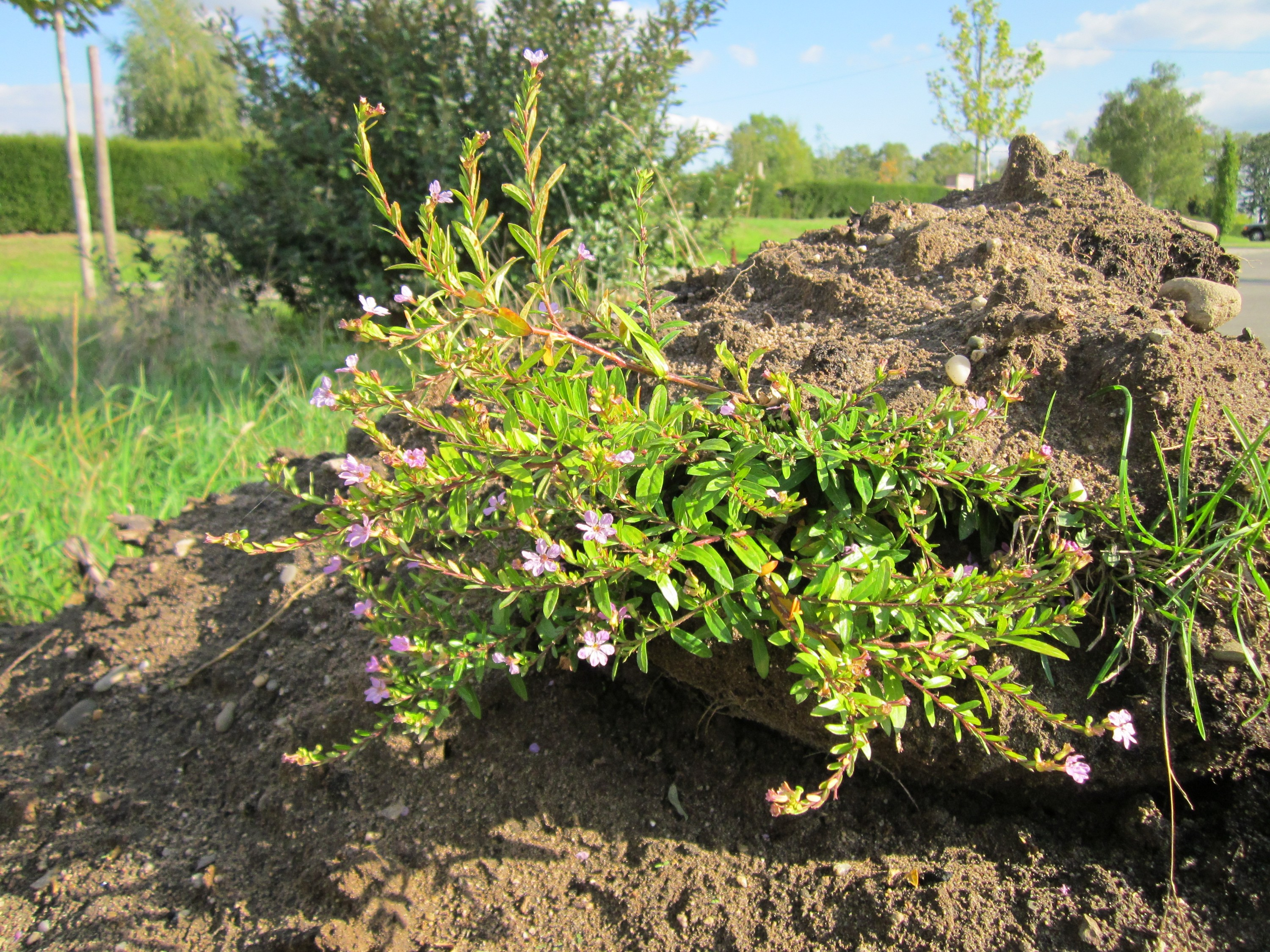
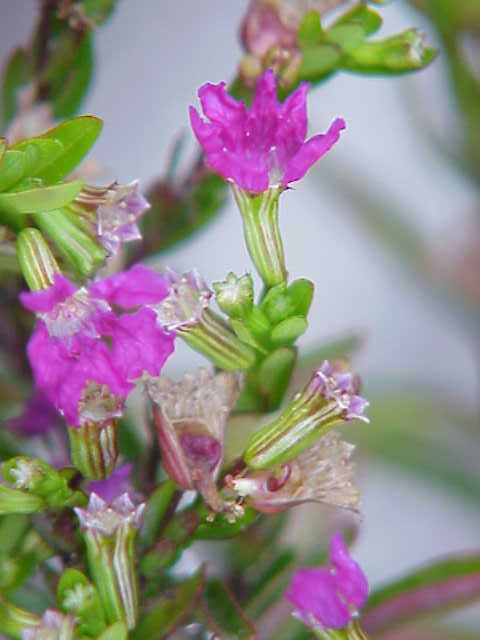
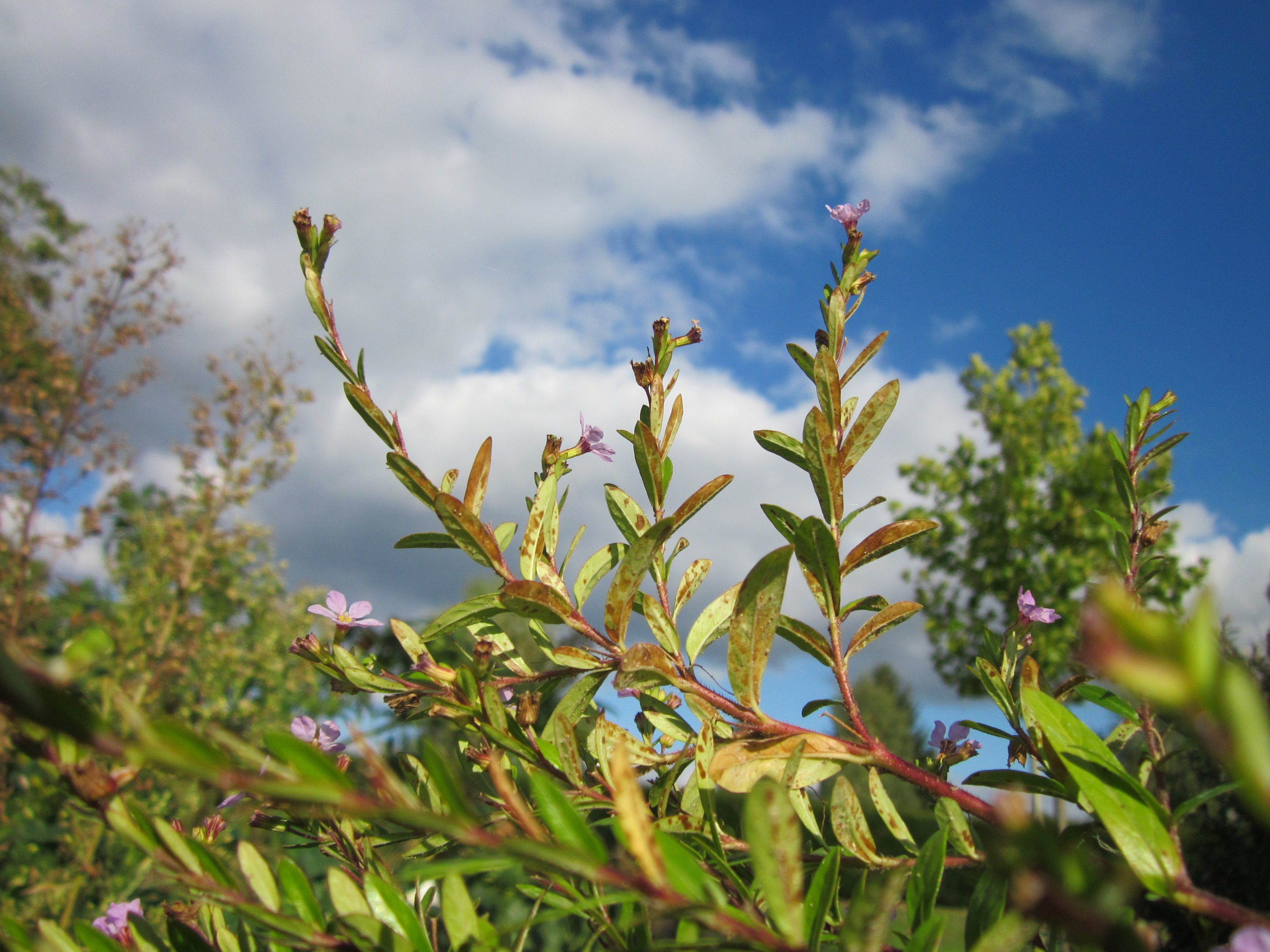
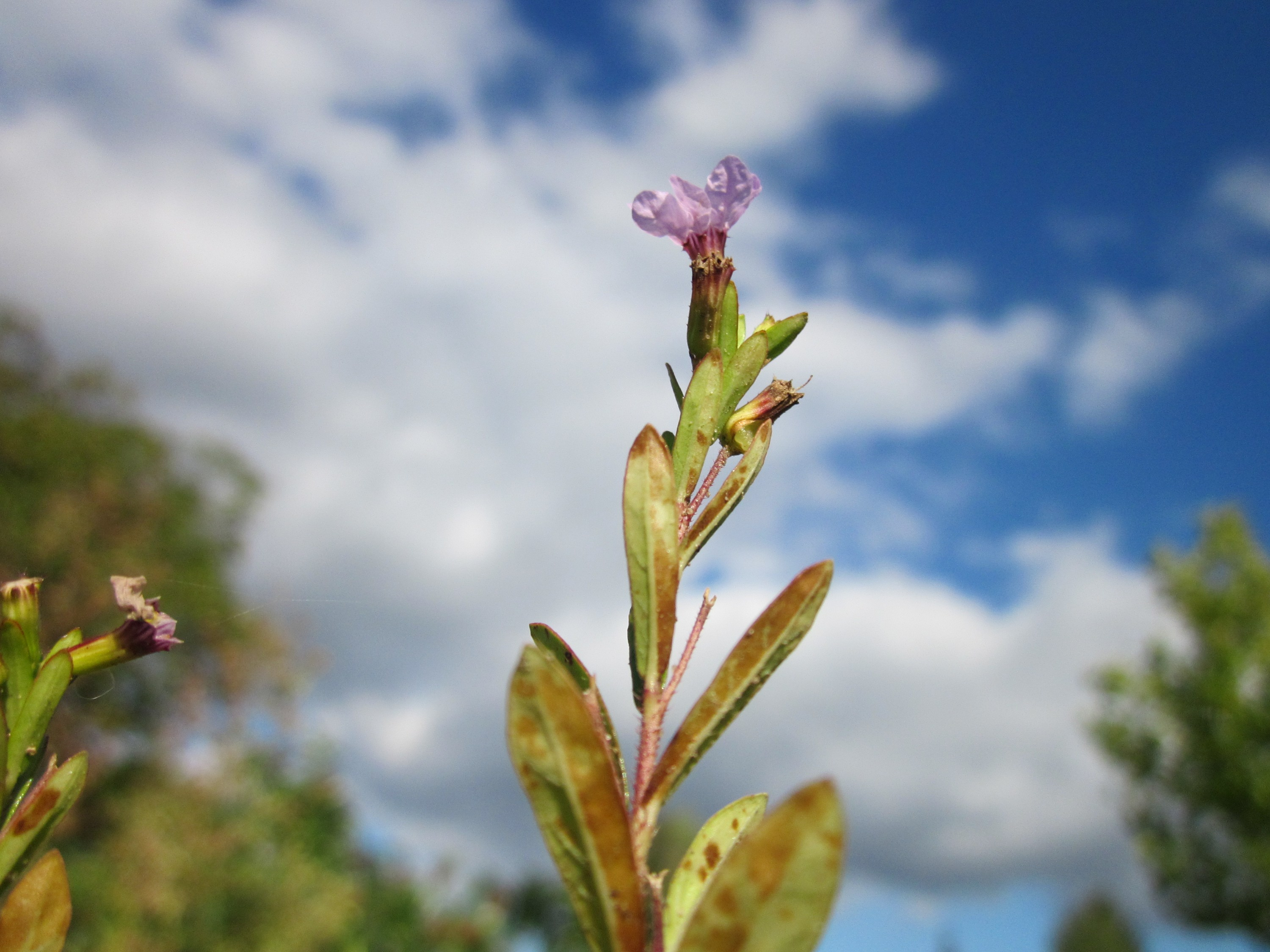
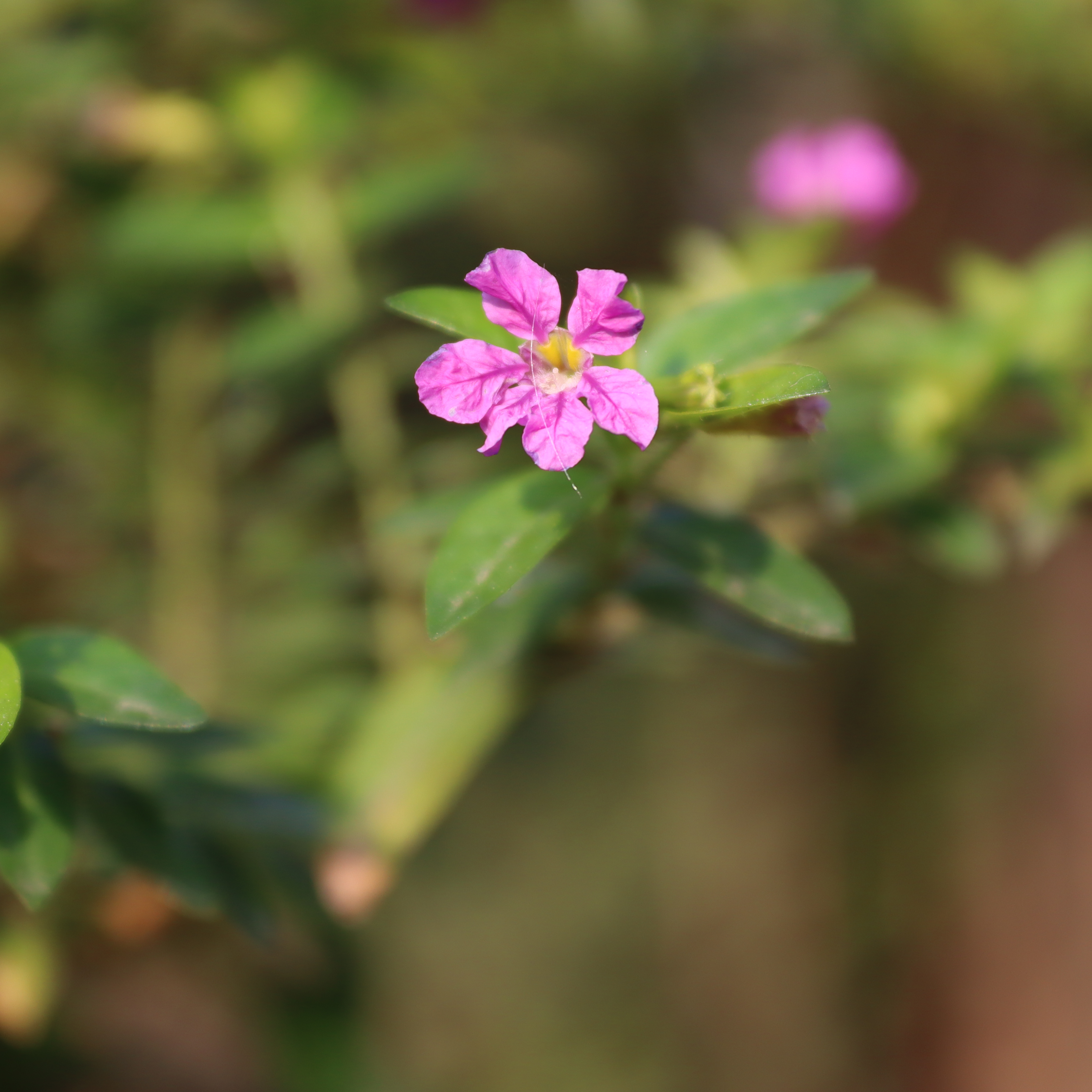
Hoa cẩm tú mai với 6 cánh (2 trên + 4 dưới) nở đều
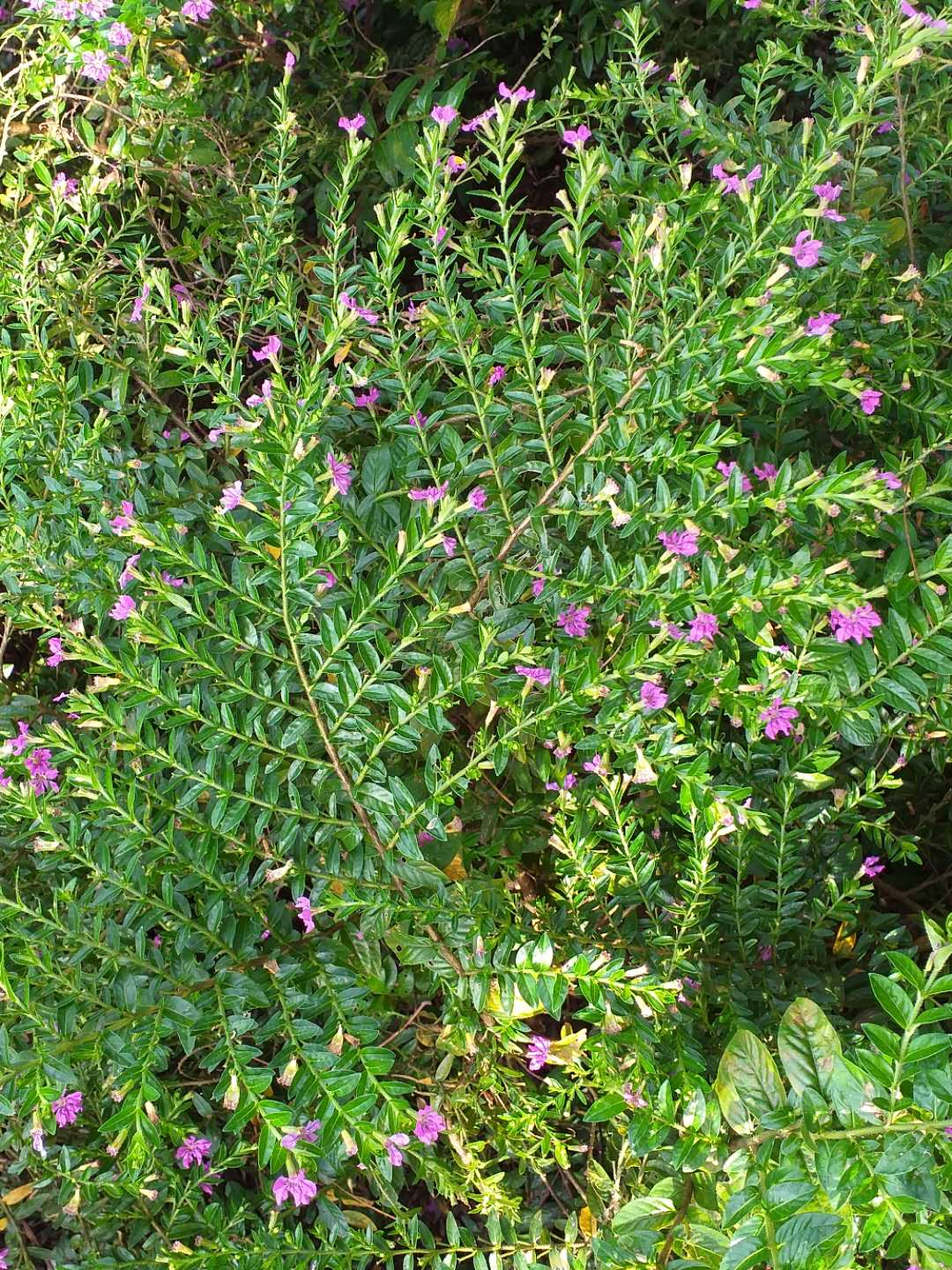
Cấu trúc cành
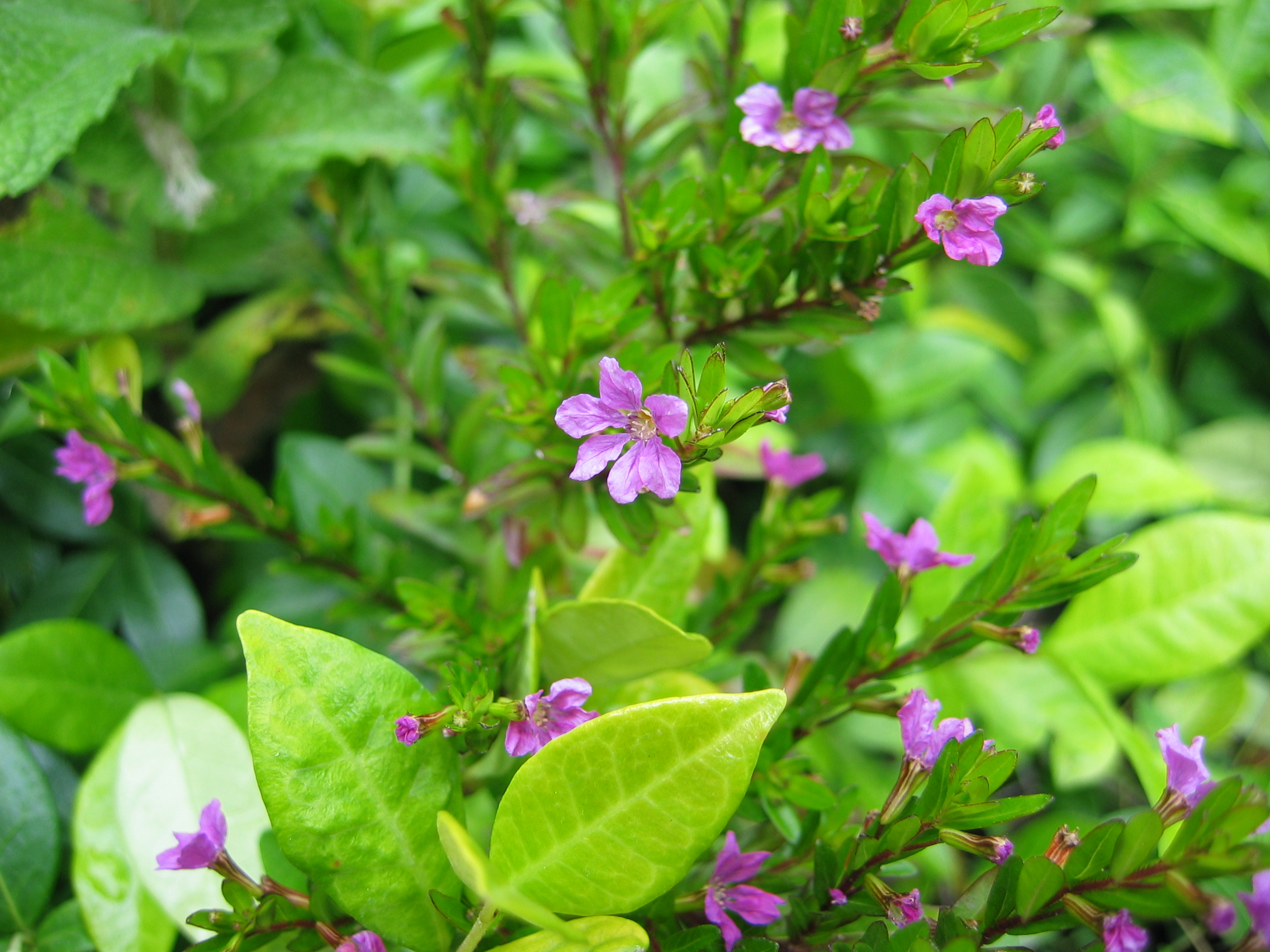
Cây Cẩm tú mai